# Divize B 2018/2019
V soubojích 54. ročníku České divize B 2018/19 se utká 16 týmů dvoukolovým systémem podzim – jaro. Tento ročník odstartuje v sobotu 11. srpna 2018 úvodními čtyřmi zápasy 1. kola a skončí v sobotu 16. června 2019.

## Nové týmy v sezoně 2018/19
- Z ČFL 2017/18 sestoupilo mužstvo SK Polaban Nymburk.
- Z krajských přeborů postoupila tato mužstva:  FK Ostrov z Karlovarského přeboru, Mostecký FK z Ústeckého přeboru a dále TJ Sokol Libiš ze Středočeského přeboru.
- Celky FK Zbuzany 1953 a FK Brandýs nad Labem byly přeřazeny z Divize C a celek FK Olympia Březová byl přeřazen z Divize A.

## Kluby podle přeborů
- Ústecký (3): Mostecký FK, FC Chomutov, FK Baník Souš.
- Karlovarský (2): FK Olympia Březová, FK Ostrov.
- Středočeský (9): FK Neratovice-Byškovice, TJ Tatran Rakovník, SK Polaban Nymburk, SK Kladno, Sportovní sdružení Ostrá, FK Zbuzany 1953, Sokol Hostouň, TJ Sokol Libiš, FK Brandýs nad Labem.
- Praha (2): FK Meteor Praha VIII, FK Motorlet Praha.

## Tabulka soutěže
| Poř. | Tým                      | Z  | V  | VP | PP | P  | VG | OG | B  |
| ---- | ------------------------ | -- | -- | -- | -- | -- | -- | -- | -- |
| 1.   | Sokol Hostouň            | 30 | 19 | 2  | 4  | 5  | 71 | 30 | 65 |
| 2.   | FK Zbuzany 1953          | 30 | 21 | 1  | 0  | 8  | 74 | 31 | 65 |
| 3.   | FK Baník Souš            | 30 | 17 | 3  | 2  | 8  | 57 | 44 | 59 |
| 4.   | FK Motorlet Praha        | 30 | 13 | 5  | 4  | 8  | 56 | 41 | 53 |
| 5.   | SK Kladno                | 30 | 12 | 5  | 4  | 9  | 39 | 37 | 50 |
| 6.   | FC Chomutov              | 30 | 14 | 3  | 1  | 12 | 44 | 52 | 49 |
| 7.   | FK Neratovice-Byškovice  | 30 | 12 | 3  | 5  | 10 | 46 | 43 | 47 |
| 8.   | Sportovní sdružení Ostrá | 30 | 10 | 6  | 2  | 12 | 43 | 38 | 44 |
| 9.   | FK Olympia Březová       | 30 | 13 | 2  | 1  | 14 | 42 | 53 | 44 |
| 10.  | FK Brandýs nad Labem     | 30 | 12 | 2  | 3  | 13 | 45 | 42 | 43 |
| 11.  | FK Meteor Praha VIII     | 30 | 12 | 1  | 4  | 13 | 43 | 36 | 42 |
| 12.  | TJ Sokol Libiš (N)       | 30 | 9  | 3  | 3  | 15 | 46 | 59 | 36 |
| 13.  | SK Polaban Nymburk (S)   | 30 | 7  | 5  | 4  | 14 | 30 | 54 | 35 |
| 14.  | FK Ostrov (N)            | 30 | 8  | 3  | 4  | 15 | 44 | 69 | 34 |
| 15.  | TJ Tatran Rakovník       | 30 | 8  | 1  | 1  | 20 | 49 | 70 | 27 |
| 16.  | Mostecký FK (N)          | 30 | 7  | 1  | 4  | 18 | 47 | 77 | 27 |

Poznámky:
- Z = Odehrané zápasy; V = Vítězství; R = Remízy; P = Prohry; VG = Vstřelené góly; OG = Obdržené góly; B = Body

|  | Postup do ČFL                           |
|  | Sestup do příslušného krajského přeboru |